# Leslie Groves
Leslie Richard Groves (Albany, 17 agosto 1896 – Washington, 13 luglio 1970) è stato un generale statunitense, responsabile militare del Progetto Manhattan.

## Biografia
Figlio di un cappellano dello U.S. Army, Groves visse la sua infanzia in diverse sedi dell'esercito. Nel 1918 si diplomò come quarto della sua classe all'Accademia Militare degli Stati Uniti a West Point e venne arruolato nel United States Army Corps of Engineers. 
Nel 1929 si recò in Nicaragua come parte di una spedizione. In seguito al terremoto ivi avvenuto nel 1931, Groves si occupò del sistema di approvvigionamento idrico di Managua, motivo per il quale fu insignito della Medaglia presidenziale al merito del Nicaragua. 
Nel 1935 e 1936 frequentò la Command and General Staff School a Fort Leavenworth, in Kansas, e nel 1938 e 1939 l'Army War College, dopo di che fu assegnato allo Stato Maggiore del Dipartimento della Guerra: qui si guadagnò la reputazione di "uomo d'azione, di pilota e di ligio al dovere". 
Nell'agosto del 1941 fu incaricato dal Corpo degli Ingegneri di supervisionare la creazione di un gigantesco complesso di uffici per i 40 000 dipendenti del Dipartimento della Guerra, che sarebbe successivamente diventato il Pentagono.
Nel settembre 1942, Groves divenne responsabile del Progetto Manhattan. Fu coinvolto nella maggior parte degli aspetti dello sviluppo della bomba atomica: partecipò alla selezione dei siti per la ricerca e la produzione a Oak Ridge, nel Tennessee, a Los Alamos, nel Nuovo Messico, e l'Hanford Site, a Washington. 
Dopo la guerra, Groves rimase a capo del Progetto Manhattan fino a quando, nel 1947, la responsabilità della produzione di armi nucleari passò alla Commissione per l'energia atomica degli Stati Uniti. In seguito diresse l'Armed Forces Special Weapons Project, creato per controllare gli aspetti militari delle armi nucleari. 
Poco prima del suo pensionamento, il 29 febbraio 1948, fu promosso tenente generale in riconoscimento della sua leadership nel programma della bomba. Con un atto speciale del Congresso, la data del suo grado fu retrodatata al 16 luglio 1945, data del test nucleare Trinity. In seguito divenne vicepresidente della Sperry Rand.